# Wirtschaftsforum der FDP
Das Wirtschaftsforum der FDP ist eine im Januar 2016 gegründete Lobbyorganisation. Hinter der Initiative steht nach Angaben des Manager Magazins die Initiative der Unternehmerin und FDP-Politikerin Marie-Christine Ostermann, die Kuratoriumsmitglied der Friedrich A. von Hayek-Gesellschaft und Präsidentin der Lobbyorganisation Die Familienunternehmer ist. Ziel ist, dass Unternehmer für die Partei auf Veranstaltungen werben, Spender akquirieren und Inhalte der Unternehmer in der FDP verankern.
2014 startete sie das Netzwerk Liberale Agenda 2025, aus dem dann später das Wirtschaftsforum der FDP wurde. Zu den Mitgliedern zählen hohe Funktionsträger der einflussreichen Arbeitgeber-Lobbyorganisationen Bundesvereinigung der Deutschen Arbeitgeberverbände (BDA) und Initiative Neue Soziale Marktwirtschaft (INSM). Mitglieder sind etwa BDA-Präsident Ingo Kramer sowie die INSM-Botschafter Karl-Heinz Paqué, Randolf Rodenstock und Jürgen Stark. Letzterer ist, wie das Mitglied Thomas Buberl (Aufsichtsratsvorsitzender des Axa-Konzerns), Kuratoriumsmitglied der Bertelsmann Stiftung, die Reforminitiativen im Sinne der Arbeitgeber entwickelt. Auch der verstorbene Politiker Wolfgang Clement war Mitglied dieses Gremiums.
Zu den Mitgliedern gehören auch das Institut der Wirtschaftsprüfer und der Gesamtverband der Deutschen Versicherungswirtschaft (Stand 2024).
Das FDP-Wirtschaftsforum berät und unterstützt die FDP-Spitze. In einem Thesenpapier wird gefordert, dass der Markt wieder ordnungspolitischen Vorrang vor staatlicher Regulierung und Transferpolitik bekommt. Ziel sei ein Staat, der die Eigenverantwortung der Menschen stärke und mit Bildung, Forschung Infrastruktur und Sicherheit die Voraussetzungen schaffe. Konkret werden u. a. einheitliche Steuersätze bei der Einkommens- und Mehrwertsteuer vorgeschlagen, außerdem bundesweit geltende Bildungsstandards sowie mehr Investitionen in Infrastruktur und IT-Verwaltung.
Das Mitglied Verena Pausder hat laut Abgeordnetenwatch im Zusammenhang mit einer großzügigen Spende mit ihrem Unternehmen einen direkten Auftrag des FDP-geführten Schulministeriums in Nordrhein-Westfalen erhalten, welcher dann nach Bekanntwerden doch 2019 ausgeschrieben wurde.